# Première tourba de Hussein Ier Bey

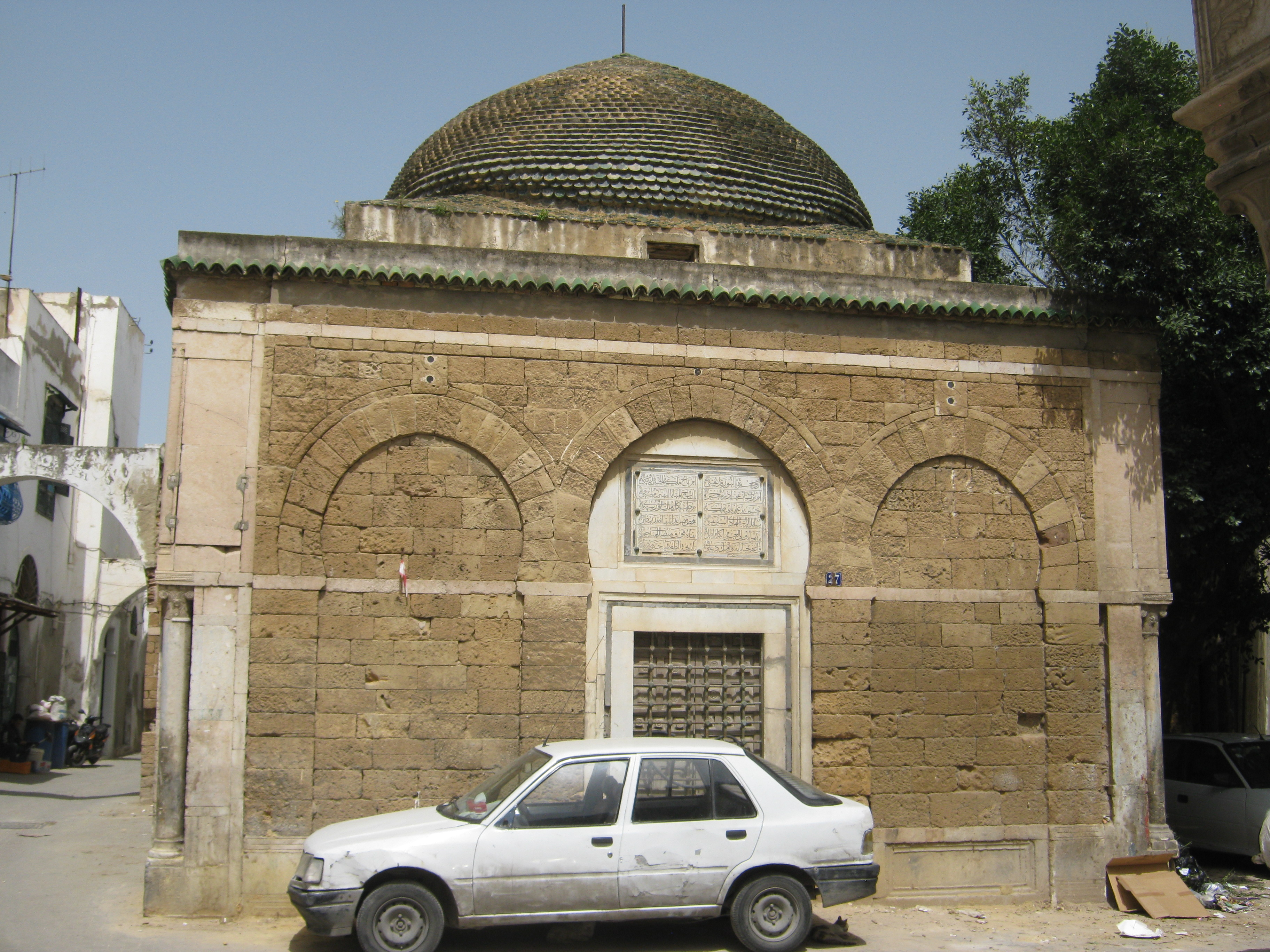
Façade sud de la tourba à l'état actuel

La première tourba de Hussein Ier Bey, dite tourba de Lalla Mennana, est un mausolée tunisien (turbe), situé au sud-ouest de la médina de Tunis.
L'édifice, qui s'élève en face du complexe funéraire de Tourbet El Bey, est construit à l'initiative du fondateur de la dynastie des Husseinites, Hussein Ier Bey, au début du XVIIIe siècle.

## Histoire

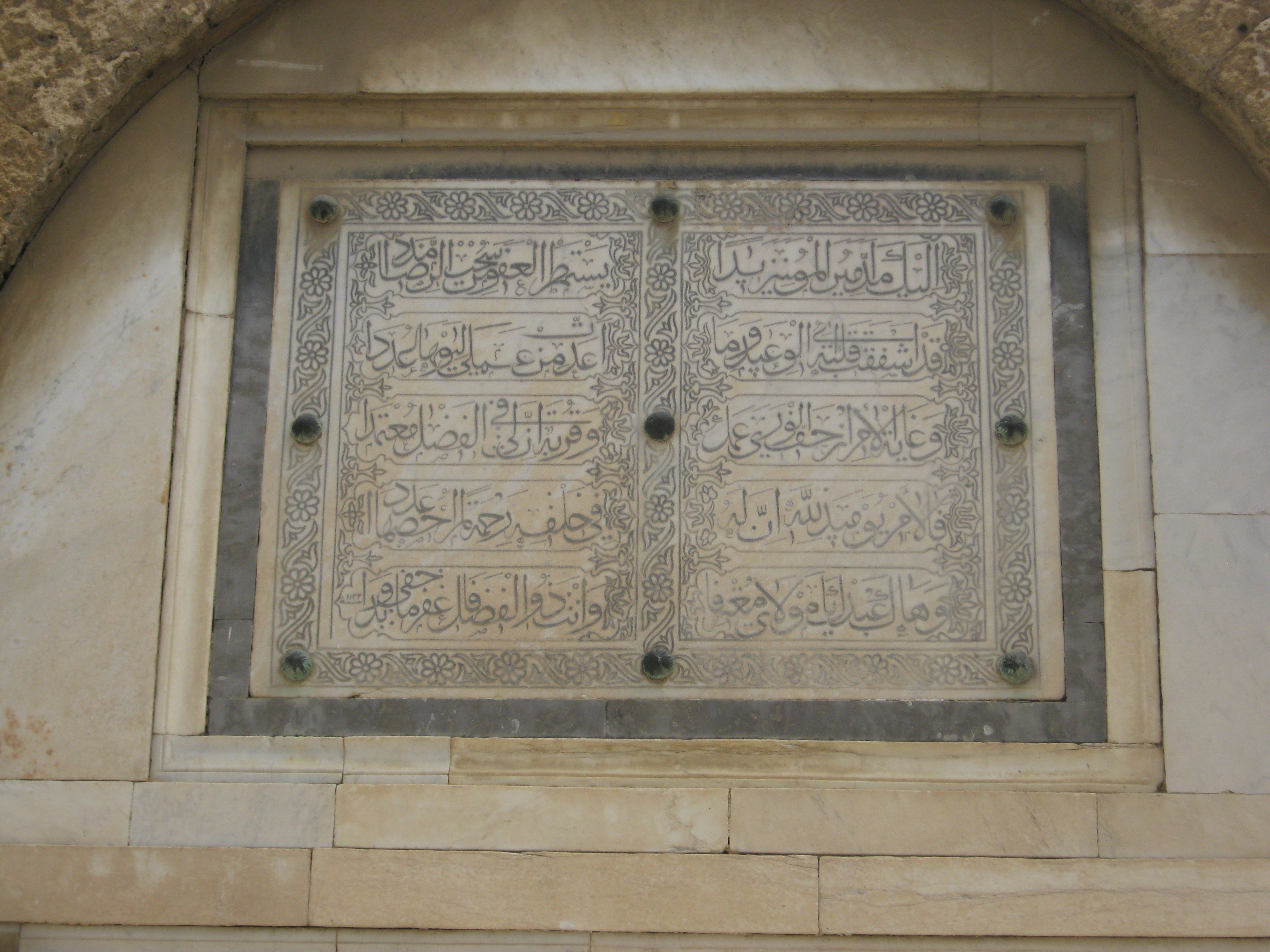
Texte de fondation incluant la date de fin de construction (1122 de l'hégire soit 1710-1711)

Les travaux de construction débutent en 1708 et se terminent en 1710, ce qui est attesté par le texte de fondation plaqué sur la façade ouest de l'édifice. Hussein Ier Bey, qui devient le vrai détenteur du pouvoir en 1706 après l'élimination d'Ibrahim Cherif, se fait construire ce tombeau non loin de sa demeure familiale. Le fondateur fait ensuite construire un kouttab et une médersa connue sous le nom de Husseiniya Al Sughra ; la construction de cette dernière est achevée en 1712. À ces fondations sont attribués de larges habous.
Plus tard, Hussein Bey se fait construire un autre mausolée près de la mosquée des Teinturiers, et attribua celle-ci à ses femmes et enfants. L’appellation de cette tourba est due à une captive génoise qui donna à Hussein Bey quatre enfants mâles : Mohamed Rachid Bey, Ali Bey, Mahmoud Bey et Moustafa Bey.

## Localisation

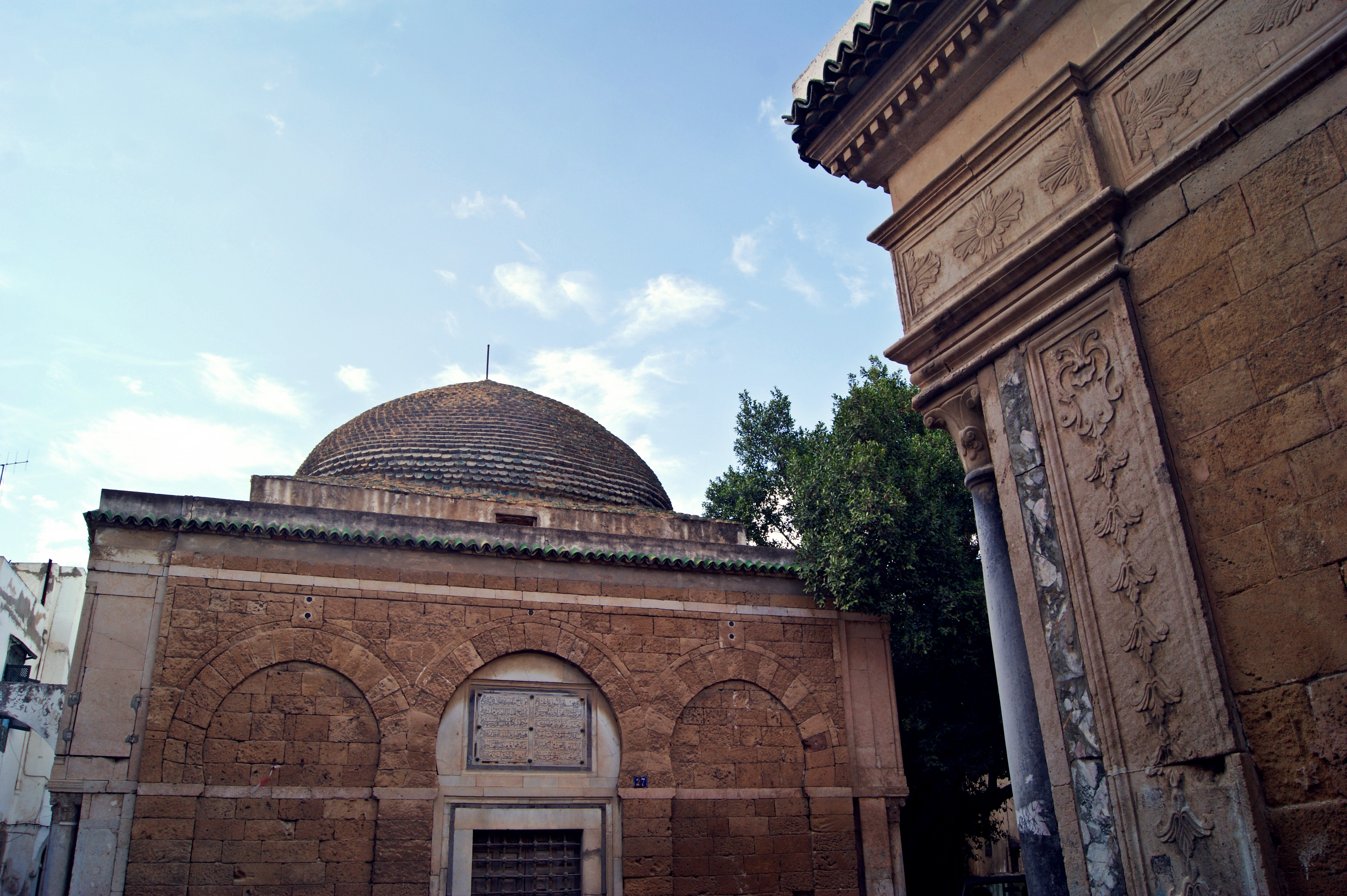
Tourbet El Bey à droite et la tourba de Hussein Bey à gauche

L'édifice se trouve au croisement des rues Tourbet El Bey et de Sidi Essourdou, juste en face de Tourbet El Bey.

## Architecture
Le mausolée est un bâtiment de forme carrée, présentant des façades en grès coquillier (harsh). Les éléments de chaînage et les encadrements des baies sont en calcaire (kaddâl).
Les trois façades présentent chacune trois arcatures aveugles ; celle du centre est percée d'une fenêtre grillagée munie de volets en bois. Une plaque en marbre portant des inscriptions en arabe est incrustée dans chacun des tympans de l'arcature médiane. Ces plaques sont fixées par des clous en cuivre à tête godronnée.
Les trois façades présentent par ailleurs une corniche en tuiles creuses vertes, surmontée d'une coupole hémisphérique recouverte de tuiles vertes émaillées ; cette dernière repose sur un tambour cylindrique percé de quatre fenêtres.
Trois textes de fondation sont inscrits sur des dalles carrées de marbre, de 1,05 mètre de côté, scellées dans le tympan de l'arc de décharge. Les inscriptions y sont gravées en creux et incrustées de plomb. Pour chaque plaque, la totalité du texte est inscrite dans un encadrement et chaque ligne est scindée en deux.

## Inscriptions
Sur la façade faisant face au Tourbet El Bey, côté sud, l'inscription est un poème d'Al Wazir Al Sarraj (mètre al-bâsît) en cursive orientale, agrémenté de quelques motifs floraux aux extrémités des encadrements. Un chronogramme à la fin du poème donne l'année de l'achèvement des travaux.
Sur la façade donnant sur la rue de Sidi Essourdou, côté oriental, se trouve un autre poème d'Al Wazir Al Sarraj (mètre al-mutakârib), également en cursive orientale et enfermé dans des cartouches séparées par des motifs floraux.
Sur la façade donnant sur la rue Tourbet El Bey, côté occidental, se trouve un dernier poème d'Al Wazir Al Sarraj (mètre al-bâsît). Les lignes en cursive orientale sont aussi enfermées dans des cartouches. Un motif stylistique de rinceaux de fleurs encadre le texte et l'extrémité des cartouches. L'année de l'achèvement des travaux est indiquée selon la numération arabe orientale.

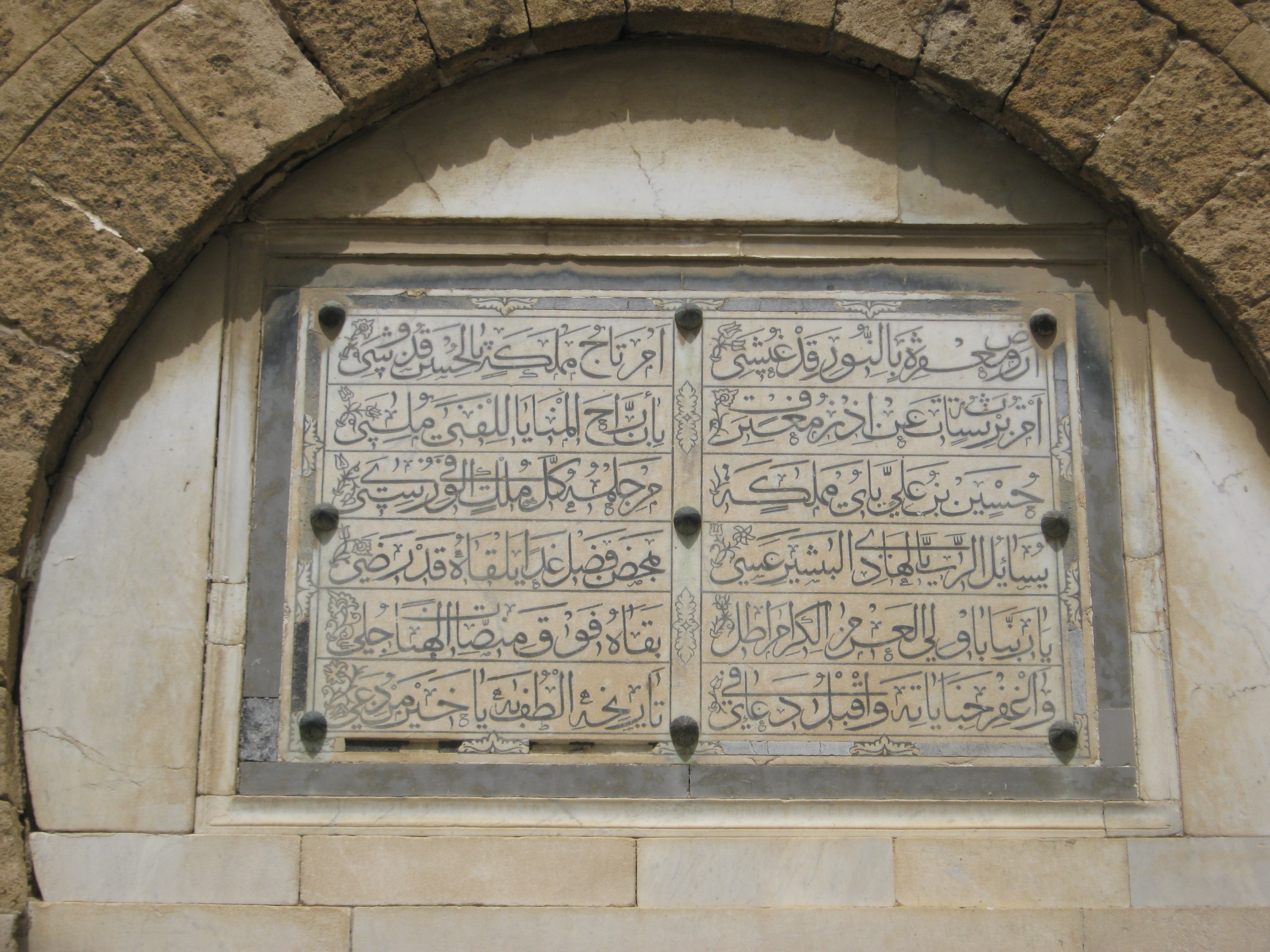
Texte de fondation côté sud
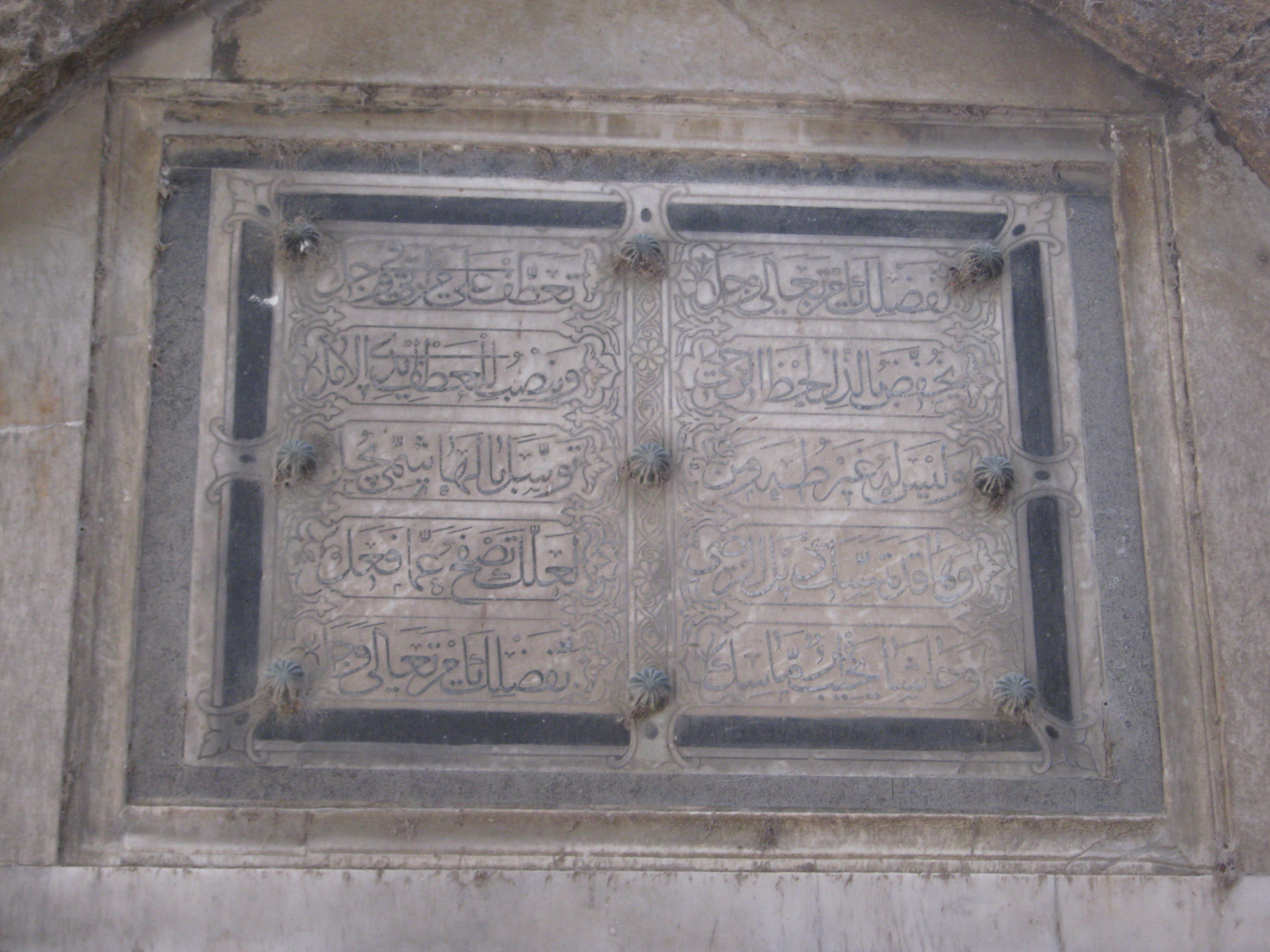
Texte de fondation côté est
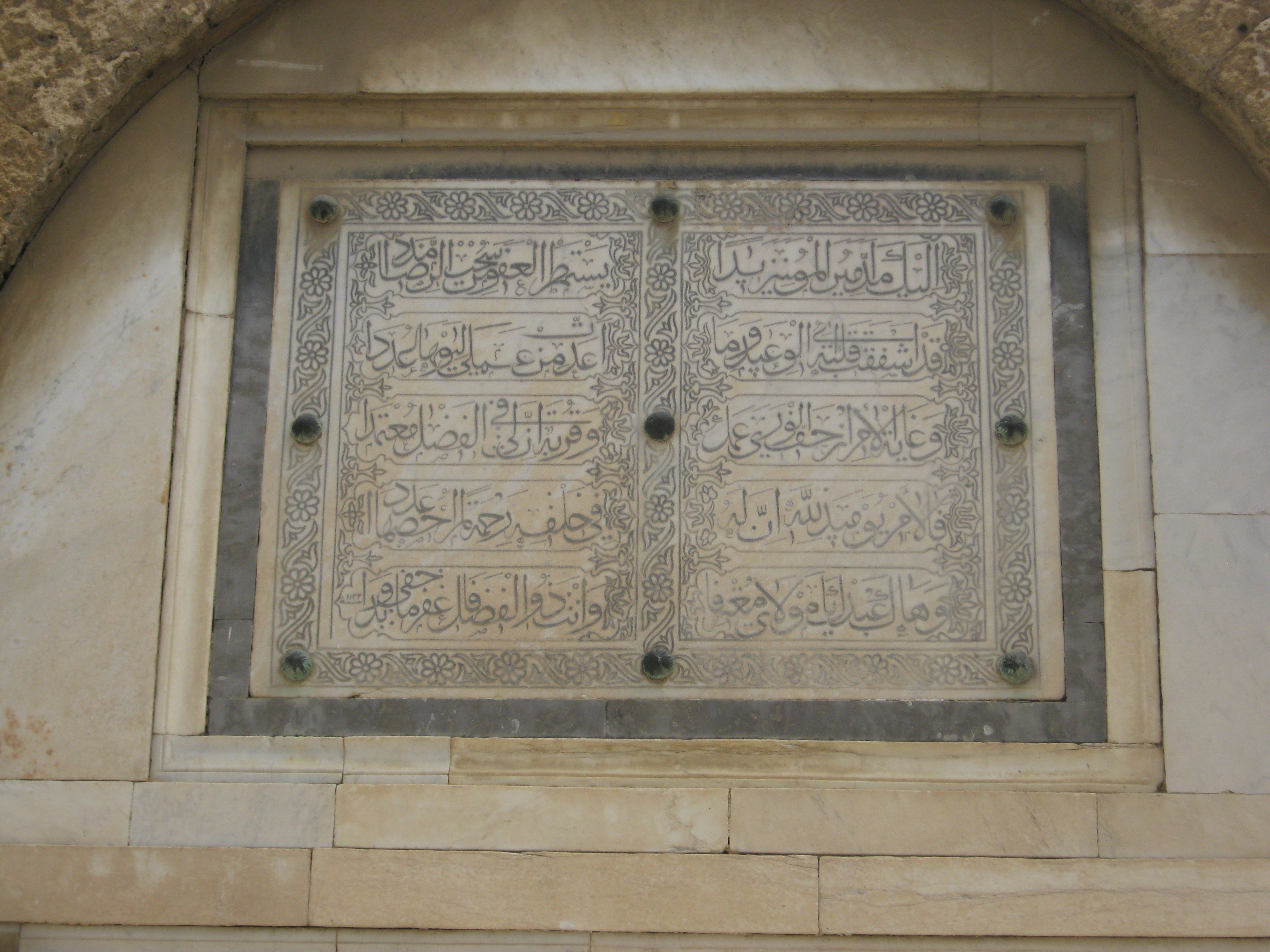
Texte de fondation côté ouest